# (7335) 1989 JA
1989 جاي أي (ويعرف أيضًا باسم (7335) 1989 جاي أي وفق تسمية الكوكب الصغير) (بالإنجليزية: 1989 JA)‏ هو كويكب ضمن حزام الكويكبات؛ وترتيبه 7335 من حيث الاكتشاف.
اكتُشف هذا الجُرم الفلكي بواسطة اليانور إف. هيلين في 1 مايو 1989.

## وصلات خارجية
- (7335) 1989 JA في قاعدة بيانات مختبر الدفع النفاث لأجرام النظام الشمسي الصغيرة

- الاكتشاف · مخطط المدار ·  العناصر المدارية · المعلمات المادية

- (7335) 1989 JA على موقع ويكي سكاي: DSS2, SDSS, GALEX, IRAS, Hydrogen α, X-Ray, Astrophoto, Sky Map, Articles and images